# Archiv für Buchgewerbe
Das Archiv für Buchgewerbe war eine ab Ende des 19. Jahrhunderts monatlich erschienene Fachzeitschrift mit Themen rund um den Buchhandel und daran beteiligte Gewerbe.
Das Nachfolgeblatt der Fachpublikation Archiv für Buchdruckerkunst wurde vom Deutschen Buchgewerbeverein monatlich herausgegeben und erschien in 21 Jahrgängen von 1899 bis 1919. Dem Periodikum waren mitunter die Mitteilungen der Königlichen Akademie für Graphische Künste und Buchgewerbe in Leipzig sowie die Zeitschrift des Deutschen Vereins für Buchwesen und Schrifttum beigelegt.
Einer der Redakteure war der spätere Chefredakteur der Papier-Zeitung, Albert Hoffmann.
Nachfolgerin des Blattes war das Archiv für Buchgewerbe und Graphik.